# Ali Riza Kolonja
Ali Riza Kolonja (ur. 1880 w Kolonji, zm. 1930) – albański polityk i generał, minister wojny w roku 1920.

## Życiorys
Ukończył gimnazjum wojskowe w Monastirze, a następnie szkołę wojskową w Stambule. Służył w armii osmańskiej, w której dosłużył się stopnia generała i stanowiska dowódcy korpusu.
Był uczestnikiem rozmów albańsko-serbskich w 1919, dotyczących wycofania oddziałów serbskich z terytorium Albanii. W 1920 wziął udział w obradach kongresu narodowego w Lushnji, który przywrócił państwowość albańską, otrzymując stanowisko ministra wojny w gabinecie Sulejmana Delviny. W 1920 utracił tekę ministra na rzecz Selahudina Shkozy i objął stanowisko szefa sztabu armii albańskiej. Zajmował się tworzeniem struktur regularnej armii i opracowaniem zasad jej funkcjonowania. W latach 1921-1923 zaangażował się w prace komisji delimitacyjnej, wytyczającej granicę albańsko-grecką. W 1922 przeszedł do służby dyplomatycznej obejmując stanowisko posła Albanii w Belgradzie, a w 1924 w Pradze. W grudniu 1924 poinformował władze w Tiranie, że oddziały wierne Ahmedowi Zogu, z pomocą jugosłowiańską wkrótce wkroczą na terytorium Albanii. Po przejęciu władzy przez Zogu został odsunięty od pełnienia funkcji wojskowych.
Imię Ali Rizy Kolonji nosi jedna z ulic w tirańskiej dzielnicy Lapraka.